# Poecilotheria smithi
Poecilotheria smithi är en spindelart som beskrevs av Kirk 1996. Poecilotheria smithi ingår i släktet Poecilotheria och familjen fågelspindlar.
Artens utbredningsområde är Sri Lanka. Inga underarter finns listade i Catalogue of Life.